# 角谷健吾
角谷 健吾（すみや けんご、1972年（昭和47年）12月24日 - ）は、東京都出身、神奈川県在住の競艇選手。登録番号3613。身長162cm。血液型O型。71期。東京支部所属。同期に、山崎智也、深川真二、馬袋義則、川北浩貴らがいる。

## 来歴
1992年11月、平和島競艇場での一般競走でデビュー。初日、展示航走中に落水をしたため欠場。事実上のデビュー戦となる2日目に6コースからの全速ターンで1着。水神祭を飾る。デビュー節の最終日にはフライング。波乱のデビューとなった。
2000年2月、戸田競艇場で行われた『G1関東地区選手権競走』で4コースから捲りを決め、G1初優勝。
2000年7月、宮島競艇場で行われた第5回オーシャンカップでSG初出場。2走目、1号艇でイン逃げを決め、水神祭を飾る。

## 人物
- 競艇好きの父の薦めで本栖研修所を受験。2度目で合格する[2]。
- デビュー2年目、事故率の規定超えで八項に引っかかり8カ月の休みを余儀なくされる。その間は車のローン返済のために居酒屋でバイトをしていた[2]。
- 勝利選手インタビューの際にファンからの野次に反応しファンの面前であるということを忘れ、激昂したことがある。